# Sorex jacksoni
Sorex jacksoni är en däggdjursart som beskrevs av Hall och Gilmore 1932. Sorex jacksoni ingår i släktet Sorex och familjen näbbmöss. IUCN kategoriserar arten globalt som livskraftig. Inga underarter finns listade i Catalogue of Life.
Denna näbbmus förekommer bara på St. Lawrence Island som tillhör Alaska (USA). Den vistas i den fuktiga tundran samt i områden med avverkad skog. Sorex jacksoni hittas ofta i människans byar där även näbbmusens byten (sorkar, insekter) är vanligt förekommande.
Arten blir med svans 8,6 till 10,5 cm lång, svanslängden är 3,2 till 3,7 cm och vikten är 4 till 5 g. Den har en brun ovansida samt en ljusare undersida med en tydlig gräns mellan båda färgvarianter. Kroppssidorna är däremot lite mörkare jämförd med Sorex pribilofensis. Även kraniet är större än hos Sorex pribilofensis. Mellan framtänderna och kindtänderna i överkäken förekommer per sida fem enkelspetsiga tänder. Den femte är minst.